# Dobeno, Brežice
Dobeno je naselje v občini Brežice, ki je oddaljeno 6,7 km od mesta Brežice. Naselje leži v spodnjeposavsko dolenjski regiji. Vasica se vzpenja proti Gorjancem, kjer se povprečna nadmorska višina ustavi na 331,5 m. Na Dobenem živi skupno 62 prebivalcev. Vas je dobila ime po hrastu dob, ki ga danes najdemo le redkokje. Naselje se z leti povečuje in manufakturno izboljšuje. Vas Dobeno v občini Brežice ni edina s tem imenom v Sloveniji, saj s tem imenom obstaja še vas Dobeno v Občini Mengeš.

## Zemljepisni položaj
Razloženo naselje leži na vzhodnem robu Gorjancev. Leži na zakraselem svetu zahodno nad grapo Prilipskega potoka. Dostop do vasi po cesti s Cerine. Nad bližnjo vaso Prilipe je zaselek Dobenska Mladina.Južno od vasi se dviga 621 m visok hrib Goli Cirnik. Kmetije so majhne, obdelovanje zemlje je nezadostno. Pretežni izdelki so krompir in žita, ter les iz gozdov. V gozdu nad vasjo je globoka kraška dolina Janžev dol, kraj nje Krena draga z občasnim izvirom Jevskim jarkom.
Prebivalci Dobenci se zaposlujejo v Brežicah ali sosednjem Krškem.

## Zgodovina
Konec leta 1941 in v začetku leta 1942 so Nemci izselili 14 družin in na njihove domove naselili Kočevarje.

## Prebivalstvo
Etnična sestava 1991:
- Slovenci: 62 (100 %)